# Issø
En issø eller glacial sø, er en sø, hvis vand stammer fra en gletsjer eller fra indlandsisen. En isdæmmet sø ligger på overfladen af isen eller ligger ved kanten af isen, atter andre er isdækkede eller subglaciale, dvs. de findes under isen. Issøer kan være dannet ved afsmeltning eller ved vulkansk aktivitet.
Jøkelløb er en voldsom hændelse forbundet med tømning af en issø. Kæmpe jøkelløb var landskabsformende i Europa og Nordamerika i slutningen af den sidste istid.
Tømning af issøer medvirker betydeligt til havniveaustigningen.

## Isdæmmede søer
På Island har Grimsvötn givet anledning til enorme jøkelløb.
Den Baltiske issø fra det tidlige stadium af Østersøens udvikling er et eksempel på en issø i stor skala. I Danmark fandtes i slutningen af sidste istid talrige issøer, hvor ler, silt og sand blev aflejret.
Lake Missoula var en tilsvarende issø i Nordamerika, der gennem mange tømninger dannede bl.a. Columbiaflodens dal.

## Isdækkede søer
Der er fundet fire subglaciale søer på Grønland og over 400 på Antarktis bl.a. Vostok-søen, Mercer-søen, Whillans-søen, Ellsworth-søen og Untersee-søen.